# Hochhaus an der Weberwiese
La Hochhaus an der Weberwiese (letteralmente "casa alta sulla Weberwiese") è un edificio residenziale di Berlino, sito nel quartiere di Friedrichshain.
Costruita nell'ambito del piano di ricostruzione post-bellico, costituì il primo esempio di classicismo socialista nella Repubblica Democratica Tedesca.
In considerazione della sua importanza storica e architettonica, è posta sotto tutela monumentale (Denkmalschutz).

## Storia
La costruzione di una "casa alta" nel giardino della Weberwiese venne decisa nell'ambito del piano di ricostruzione del quartiere di Friedrichshain, devastato dai bombardamenti della seconda guerra mondiale.
Il progetto complessivo del nuovo complesso residenziale venne steso da Hans Scharoun, che realizzò personalmente anche alcuni edifici, riprendendo lo stile della "nuova oggettività", tipico degli anni venti e trenta.
Tale scelta venne però fortemente criticata a livello politico: il governo della neonata RDT infatti preferì orientare la ricostruzione seguendo i principi del classicismo socialista, tipico dell'architettura sovietica di quegli anni, propugnando un ritorno alle "tradizioni nazionali".
Pertanto il progetto della "casa alta", redatto da Hermann Henselmann in stile funzionalista, fu completamente ridisegnato, adottando uno stile neoclassico che si rifaceva agli edifici schinkeliani del primo Ottocento.
Costruita dal 1951 al 1952, la "casa alta" assurse a simbolo della ricostruzione a simbolo della ricostruzione nella RDT, e venne a costituire un modello per interventi simili a Berlino e in altre città della Repubblica.

## Caratteristiche
Si tratta di un edificio a pianta rettangolare, di otto piani più il terreno, con i quattro angoli evidenziati con l'avanzamento di volumi. Ogni piano, disegnato simmetricamente, contiene quattro appartamenti identici.
L'esterno, ricco di decorazioni neoclassiche, è in parte rivestito da piastrelle in ceramica di Meissen, e si conclude con una balaustra superiore.
All'ingresso è murata una lapide che riporta versi di Bertolt Brecht, composti per l'occasione in onore del "programma di ricostruzione nazionale" (Nationales Aufbauprogramm) della Repubblica.